# Scott Ogren
Scott Ogren (* 1965 in Pleasantville, New York) ist ein ehemaliger US-amerikanischer Freestyle-Skier. Er startete in allen Disziplinen und hatte seine Stärken in der Kombination. Bei den Weltmeisterschaften 1989 gewann er in dieser Disziplin die Silbermedaille, im Weltcup gelangen ihm drei Siege.

## Biografie
Der von der Ostküste stammende Scott Ogren nahm im Dezember 1981 an den Internationalen Jugendmeisterschaften in Saas-Fee teil und belegte die Ränge sechs und 28 auf der Buckelpiste und im Ballett. Am 11. Januar 1986 gab er am Mont Gabriel sein Debüt im Freestyle-Skiing-Weltcup und startete anfangs nur auf der Buckelpiste. Ab seiner zweiten Weltcup-Saison bestritt er auch Wettkämpfe im Springen (Aerials), im Ballett und in der Kombination.
Nachdem er sich der Weltspitze langsam angenähert hatte, belegte er im März 1988 als Dritter in der Kombination von La Clusaz erstmals einen Podestplatz. Außerdem gewann er zum zweiten Mal den US-Meistertitel in der Kombination. Seine mit Abstand erfolgreichste Saison hatte Ogren im Winter 1988/89. Neben zwei dritten Plätzen auf der Buckelpiste gelangen ihm in Breckenridge, La Clusaz und Voss drei Kombinationssiege. Im Gesamtweltcup und in der Kombinationswertung musste er sich nur Chris Simboli geschlagen geben, auch in den anderen Disziplinenwertungen erreichte er Karrierebestleistungen. Bei den Weltmeisterschaften 1989 am Oberjoch verpasste er als Moguls-Vierter nur knapp die Medaillenränge, in der Kombination gewann er hinter Simboli Silber. 1990 erlitt er einen Kreuzbandriss und beendete daraufhin seine Laufbahn im Leistungssport.
Nach dem Karriereende schloss Ogren ein Studium der Physiotherapie mit dem Titel Bachelor of Science an der University of Connecticut ab. Er leitet eine physiotherapeutische Praxis in Armonk unweit seiner Heimatstadt.

## Erfolge

### Weltmeisterschaften
- Oberjoch 1989: 2. Kombination, 4. Moguls, 16. Ballett, 28. Aerials

### Weltcupwertungen
| Saison  | Gesamt | Gesamt | Aerials | Aerials | Moguls | Moguls | Ballett | Ballett | Kombination | Kombination |
| Saison  | Platz  | Punkte | Platz   | Punkte  | Platz  | Punkte | Platz   | Punkte  | Platz       | Punkte      |
| ------- | ------ | ------ | ------- | ------- | ------ | ------ | ------- | ------- | ----------- | ----------- |
| 1985/86 | 47.    | 11     | –       | –       | 17.    | 43     | –       | –       | –           | –           |
| 1986/87 | 31.    | 17     | –       | –       | 27.    | 54     | 25.     | 32      | 9.          | 21          |
| 1987/88 | 5.     | 32     | 38.     | 10      | 14.    | 93     | 25.     | 42      | 5.          | 77          |
| 1988/89 | 2.     | 56     | 23.     | 58      | 9.     | 120    | 11.     | 106     | 2.          | 83          |
| 1989/90 | 37.    | 16     | 34.     | 12      | 24.    | 48     | 25.     | 34      | –           | –           |

### Weltcupsiege
Ogren errang im Weltcup 8 Podestplätze, davon 3 Siege:
| Datum            | Ort          | Land       | Disziplin   |
| ---------------- | ------------ | ---------- | ----------- |
| 29. Januar 1989  | Breckenridge | USA        | Kombination |
| 12. Februar 1989 | La Clusaz    | Frankreich | Kombination |
| 12. März 1989    | Voss         | Norwegen   | Kombination |

### Weitere Erfolge
- 2 US-amerikanische Meistertitel (Kombination 1987 und 1988)[2]